# De Simstones
De Simstones is het 87ste stripverhaal van De Kiekeboes. De reeks wordt getekend door striptekenaar Merho. Het album verscheen in november 2000.

## Verhaal
Stel je voor wat er zou gebeuren wanneer Van de Kasseien de rechten koopt van de stripreeks De Kiekeboes. Bijgevolg is hij dan niet alleen meer de baas van Kiekeboe, maar ook zijn uitgever. En wat als Van de Kasseien vindt dat hijzelf niet op een gunstige manier in de strip wordt voorgesteld? En dat hij daarom een persoon aantrekt om het verhaal te vernieuwen? Iemand die een hekel heeft aan Kiekeboe-strips en eigenlijk een heel andere strip wil maken, liefst zonder de Kiekeboes.
Wanneer deze man de vrije hand krijgt, komen de Kiekeboes terecht in een verhaal dat hen helemaal niet meevalt en waarin ze zich absoluut niet thuis voelen. Hun uiterlijk en karakter wordt zelfs veranderd. Zelfs hun naam mogen ze niet behouden. Voortaan krijgen ze de nieuwe naam, de Simstones.